# Carlos Mata Figueroa
Pour les articles homonymes, voir Figueroa.
Carlos Mata Figueroa est un militaire et homme politique vénézuélien, né à Pedregales le 30 octobre 1957. Ministre de la Défense du Venezuela et conjointement commandant en chef des forces armées du Venezuela de 2010 à 2012, il est l'actuel gouverneur de l'État de Nueva Esparta depuis le 28 décembre 2012.

## Biographie
Originaire de la localité de Pedregales dans l'actuelle municipalité de Marcano dans l'État insulaire de Nueva Esparta au nord de la côte continentale du pays, il est le fils de Neptalí Mata, pêcheur et musicien, et de Hilda Figueroa de Mata, femme au foyer. Mata Figueroa a été élevé par sa grand-mère Concha.
Il obtient son baccalauréat à Caracas puis entre à l'Académie militaire en 1975 où il se spécialise en artillerie. Bien noté, il suit des cours de pilotage d'hélicoptère dans l'armée de l'air puis poursuit sa formation militaire en Italie, au Brésil et aux Pays-Bas, ce qui lui confère une des meilleures formations militaires parmi ses contemporains. 
En 2010, il est nommé ministre de la Défense du Venezuela par le président Hugo Chávez en remplacement de Ramón Carrizales, poste qu'il occupe jusqu'en janvier 2012. Aux élections pour le gouvernorat de l'État de Nueva Esparta en décembre 2012, il l'emporte face au gouverneur-candidat Morel Rodríguez, en poste depuis 2004.